# Centre for Addiction and Mental Health
Il Centre for Addiction and Mental Health (in francese: Centre de toxicomanie et de santé mentale, Centro di tossicomania e salute mentale), più noto con l'acronimo CAMH e pronunciato CAM-H (KAM-aytch), è un insieme di ospedali psichiatrici e centri specializzati nel trattamento delle dipendenze patologiche, ubicati in Canada. Il CAMH è un centro ospedaliero universitario i cui edifici principali si trovano a Toronto, unitamente ad una rete di 26 unità presenti in tutto l'Ontario. Il CAMH è affiliato all'Università di Toronto.
Il CAM-H dichiara di essere la più grande struttura di ricerca in Canada per la salute mentale e le dipendenze. L'ospedale è stato creato nel 1998 dalla fusione di quattro istituzioni separate: il Queen Street Mental Health Centre, il Clarke Institute of Psychiatry, la Addiction Research Foundation e il Donwood Institute. È il più grande ospedale universitario di salute mentale del Canada e l'unico centro per l'emergenza psichiatrica indipendente dell'Ontario. Il CAMH offre 90 servizi clinici distinti per pazienti ricoverati, ambulatoriali, in trattamento diurno e in regime di ospedalizzazione parziale. Il CAMH è stato il luogo di importanti progressi nella ricerca psichiatrica, tra cui la scoperta del recettore della dopamina D2.

## Storia
Il CAMH è nato dalla fusione, avvenuta nel 1998, del Queen Street Mental Health Centre con il Clarke Institute of Psychiatry, la Addiction Research Foundation e il Donwood Institute.

### Queen Street Mental Health Centre

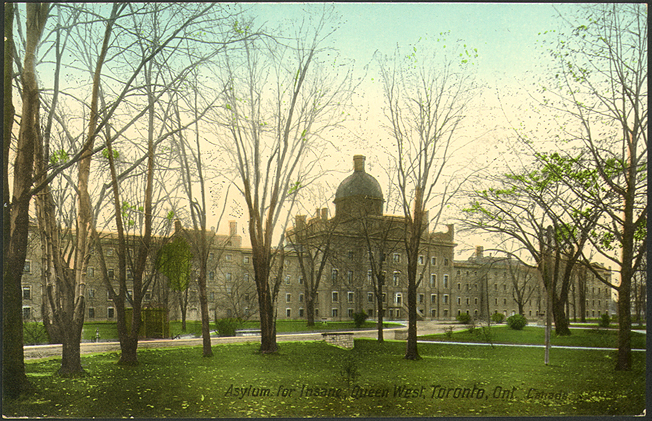
Il Queen Street Asylum for the Insane (1910)

Il Provincial Lunatic Asylum aprì i battenti il 26 gennaio 1850. Successivamente, fu ribattezzato Asylum for the Insane, poi Hospital for the Insane, quindi Ontario Hospital (nel 1919) e, infine, Queen Street Mental Health Centre (nel 1966). Era stato anche chiamato Toronto Lunatic Asylum e 999 Queen Street West.
Gli edifici originali erano costruiti con una serie di linee rigide e angoli acuti, in linea con la convinzione dell'epoca che una struttura fisica ordinata si sarebbe riflessa in stati mentali ordinati per i pazienti. Alti muri segregavano i pazienti dalla comunità, creando uno stigma di lunga data sulla struttura.
Il sito di CAMH in Queen Street ospitava la Samuel A. Malcolmson Lecture Theatre, dal nome dello psichiatra capo del sito e direttore clinico della medicina legale. Nel 2009, tuttavia, Malcolmson fu sottoposto a un'udienza disciplinare dell'Ordine dei medici e degli chirurghi dell'Ontario in seguito al quale risultò l'abuso sessuale di una paziente che generò un figlio con lui. Malcomson non fece opposizione e rinunciò alla licenza di esercizio. L'aula magna fu ribattezzata Queen Street Auditorium.
Varie riforme furono introdotte dopo una serie di decessi sospetti presso il Queen Street Mental Health Centre e dopo la pubblicazione di articoli di giornale relativi a trattamenti farmacologici coatti, uso della terapia elettroconvulsivante e pratica di condizioni simili a quelle carcerarie.

### Clarke Institute of Psychiatry

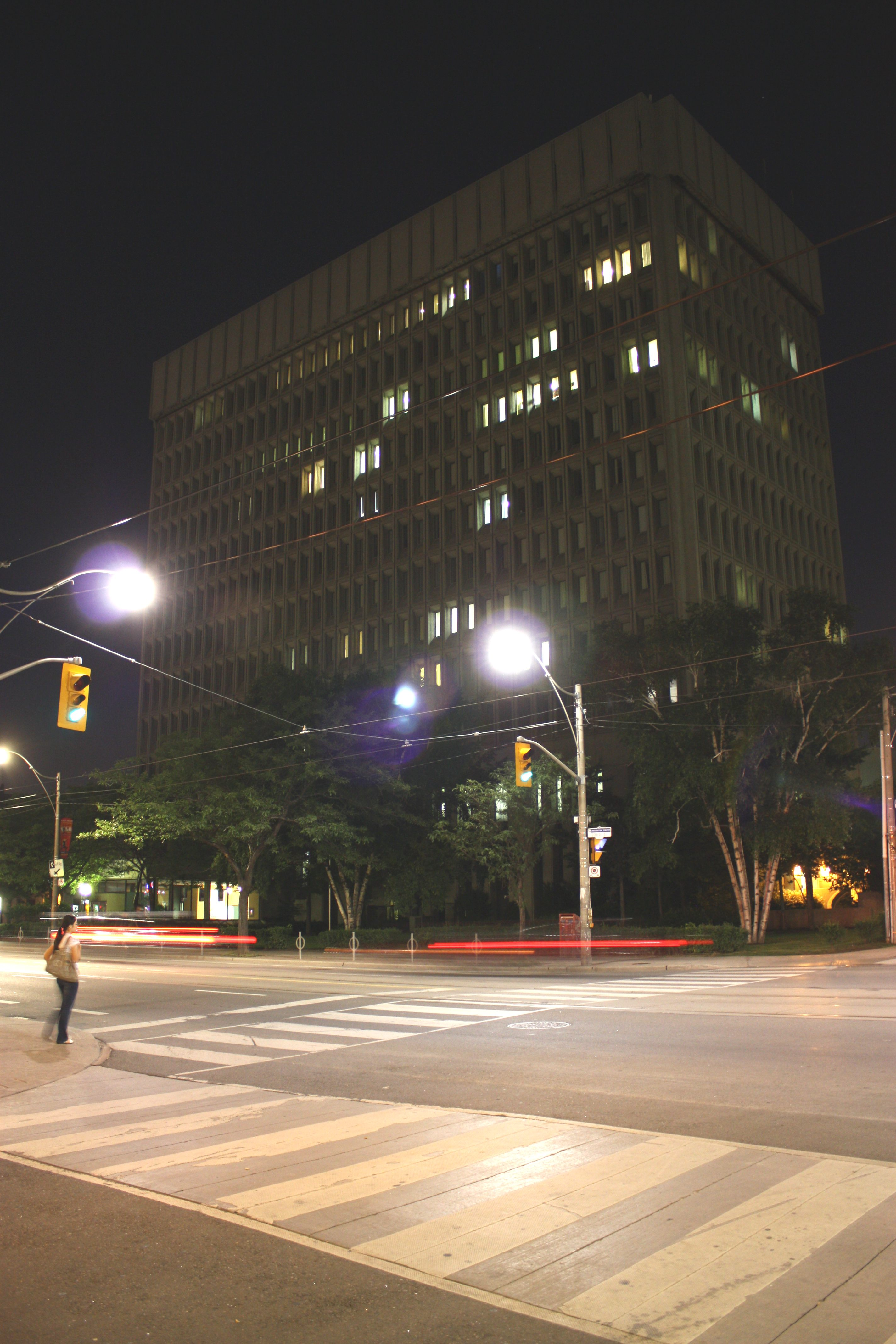
CAMH College Street site.

L'istituto fu fondato nel 1966 e inaugurato ufficialmente dal premier dell'Ontario John P. Robarts. Fu chiamato Clarke Institute of Psychiatry, in onore di Charles Kirk Clarke, un pioniere della salute mentale in Canada. L'istituto rilevò le funzioni cliniche, didattiche e di ricerca del Toronto Psychiatric Hospital, situato al 2 di Surrey Place, che era stato inaugurato nel 1925 sotto la direzione di Clarence B. Farrar. L'istituto fungeva da principale ospedale universitario di psichiatria per l'Università di Toronto ed era la sede del Dipartimento di Psichiatria della Facoltà di Medicina. Il primo direttore medico ed esecutivo del Clarke fu Charles Roberts, mentre il primo psichiatra capo (nonché professore e capo del Dipartimento di Psichiatria dell'Università di Toronto) fu Aldwyn B. Stokes. Quando Stokes andò in pensione nel 1967, l'amministrazione fu riorganizzata e Robin Hunter divenne direttore medico e psichiatra capo.
Fredrick H. Lowy è stato psichiatra capo del Clarke dal 1974 al 1980, seguito da Vivian Rakoff dal 1980 al 1990 e da Paul E. Garfinkel dal 1990 fino all'incorporazione del Clarke nel CAMH nel 1998.
Dopo la fusione con il CAMH nel 1998, l'edificio Clarke fu ridenominato CAMH College Street site. Conrad Black è stato un generoso sostenitore del Clarke Institute of Psychiatry.

#### Aumento dell'affitto
Nel 2015, le strutture del CAMH presso il sito di College Street sono state messe a rischio a seguito della notifica di un aumento dell'affitto da 1,2 milioni di dollari a 4 milioni di dollari all'anno, nel contesto del rinnovo del contratto di locazione ventennale. Il CAMH ha valutato la sua proprietà 25 milioni di dollari, mentre la proprietà dell'ospedale, la Brookfield Asset Management, ne stimò il valore in 100 milioni di dollari.
La Brookfield rifiutò di farsi intervistare dalla CBC. Fu allora nominato un arbitro governativo che valutò la proprietà 55 milioni di dollari, ottenendo un aumento dell'affitto che il CAMH era in grado di pagare.

### Addiction Research Foundation
L'Addiction Research Foundation (ARF), allora chiamata Alcoholism Research Foundation, fu fondata nel 1949, quando H. David Archibald, che aveva studiato alla School of Alcohol Studies dell'Università di Yale, fu assunto dal Liquor Control Board of Ontario. Il suo compito era quello di determinare l'estensione e importanza dell'alcolismo in Ontario. Quando l'ARF aprì, ne fu nominato direttore esecutivo, carica che mantenne fino al 1976. Inizialmente concentrata sul trattamento ambulatoriale, nel 1951 la sua prima struttura fu il Brookside Hospital, che, tre anni più tardi, fu espanso con nuove succursali e nuove sedi. Sempre nel 1954, fu avviata un'attività di ricerca interna.
Ribattezzata formalmente Alcoholism and Drug Addiction Research Foundation of Ontario (nel 1961), l'ARF ampliò la sua missione includendo il trattamento della tossicodipendenza. Nel 1971, si espanse in un ospedale clinico universitario chiamato Clinical Research and Treatment Institute. Nel 1978 l'ARF inaugurò la School for Addiction Studies ed estese il proprio ruolo internazionale nello sviluppo delle policy e nella ricerca. A seguito della ristrutturazione degli ospedali provinciali negli anni '90, nel 1998 l'ARF fu incorporata all'interno del CAMH.

### Donwood Institute
Nel 1946 R. Gordon Bell aprì una clinica nella sua casa per le persone che necessitavano di servizi di salute mentale. Esisteva, infatti, una legge dell'Ontario che permetteva ai medici di accogliere fino a quattro pazienti nelle loro case senza una licenza ospedaliera. Con sua sorpresa, i suoi unici pazienti soffrivano tutti di alcolismo. Ben presto, si rese necessario trasferirsi in strutture più grandi. Per aumentare la capacità, Bell aprì il centro Shadow Brook, attivo dal 1947 al 1954, e poi la Bell Clinic, attiva dal 1954 al 1966. Nel 1967 fu poi aperto il Donwood Institute, con 47 posti letto e una lista d'attesa che negli anni '80 arrivava 4 mesi. Ancora incentrato sul consumo di sostanze, dichiarò un tasso di recupero del 65% per la popolazione generale e dell'85% tra i medici con dipendenze.

### Riqualificazione del sito CAMH di Queen Street

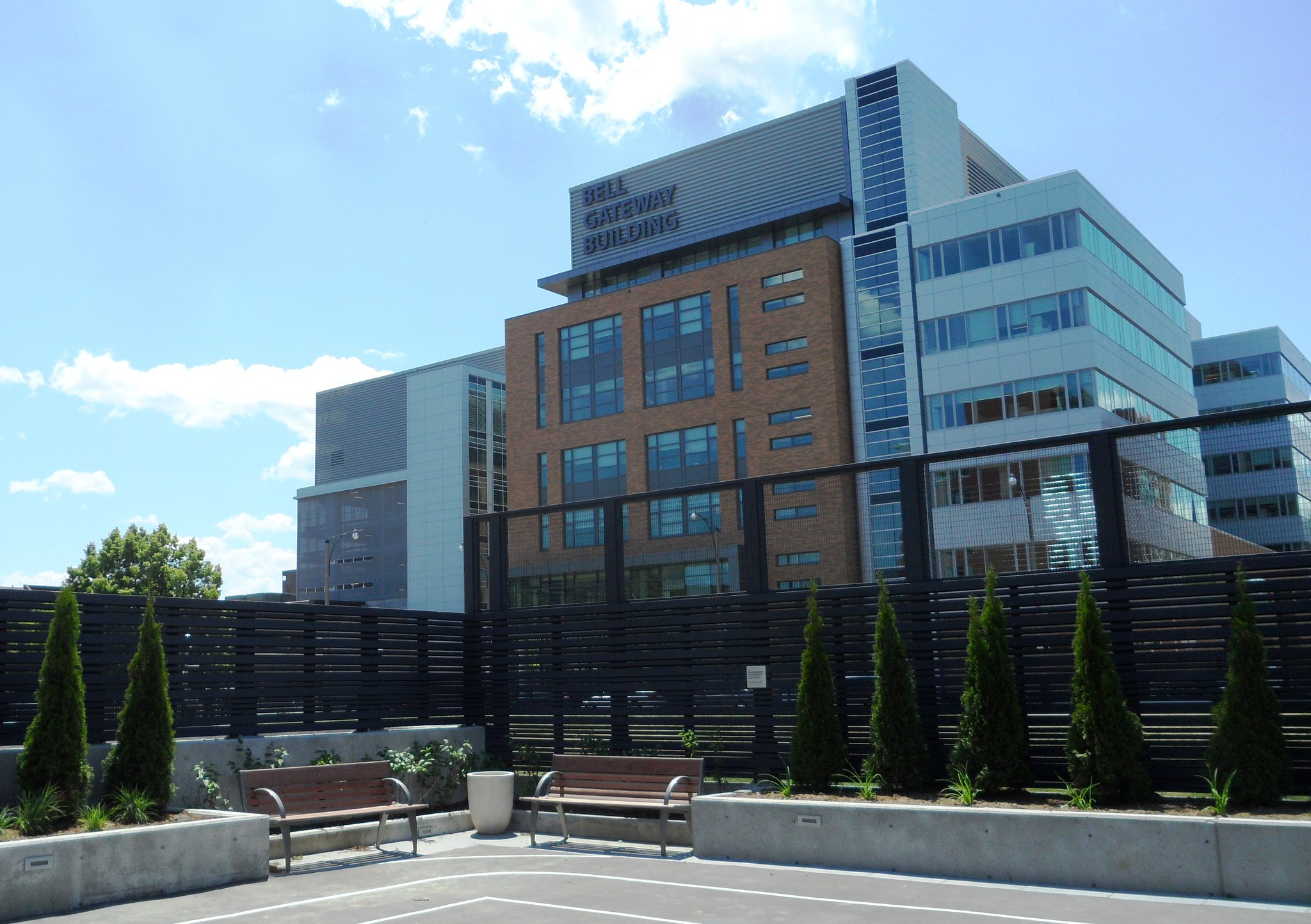
Sito del CAMH di Queen Street (Bell Gateway Building)

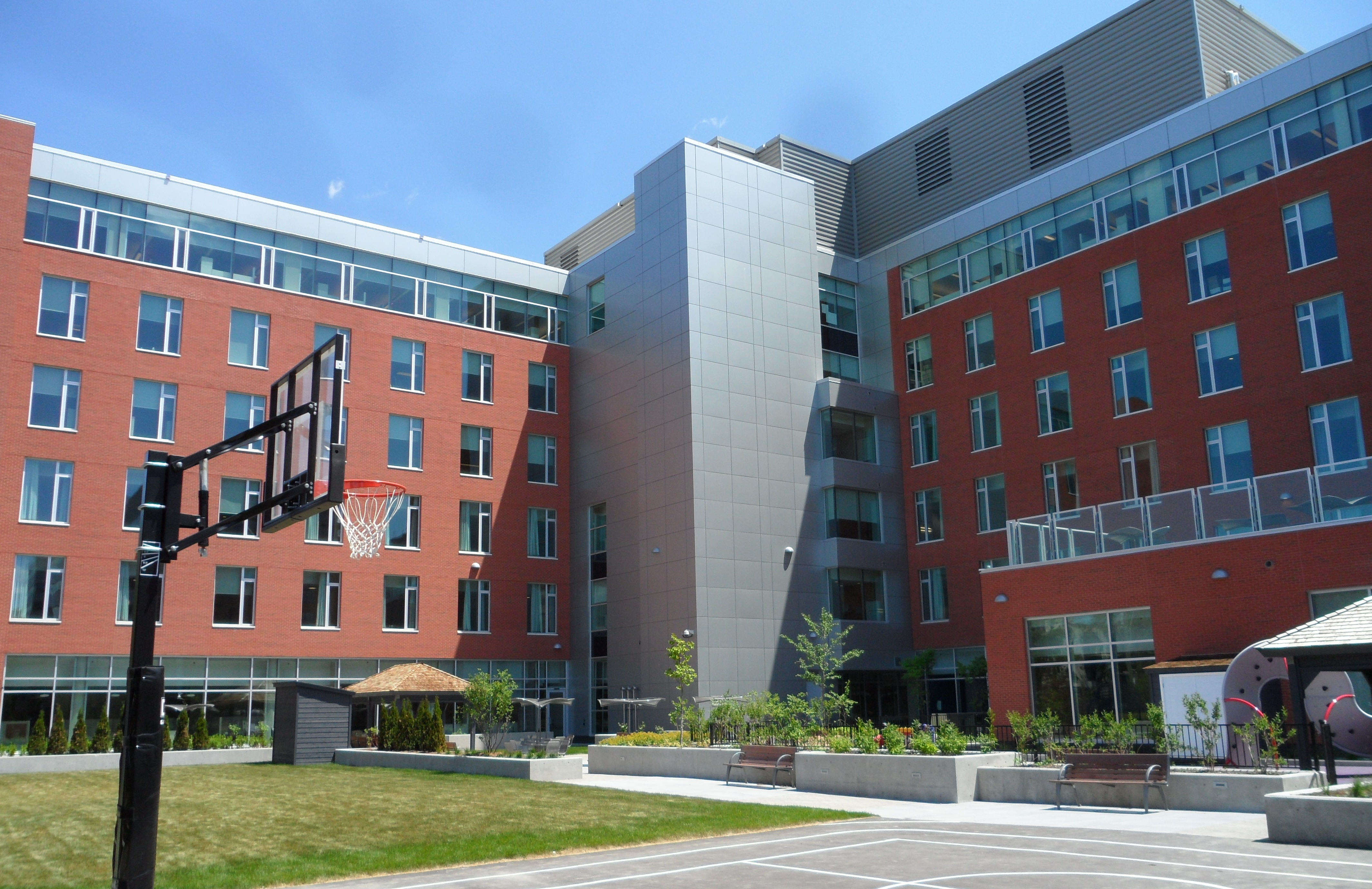
Sito del CAMH di Queen Street, (Intergenerational Wellness Centre)

Il CAMH è stato sottoposto a una riqualificazione eseguita in tre fasi e incentrata sulla sede di Queen Street, con quattro obiettivi: 
1. offrire un nuovo modello di assistenza e fornire un ambiente sano che promuovesse il recupero psico-fisico;
2. centralizzare in un unico plesso i migliori esperti di ricerca, clinica, istruzione, promozione della salute e politica per cambiare il futuro della salute mentale e delle dipendenze;
3. rivitalizzare la città di Toronto aprendo il loro sito e creando un nuovo quartiere inclusivo di nove isolati a beneficio di tutti;
4. mutare gli atteggiamenti e abbattere le barriere per eliminare lo stigma della salute mentale.[20]

La prima fase fu avviata dalla Eastern Construction e completata nel 2008, mentre la seconda fu intrapresa dalla ditta Carillion e completata nel 2012. L'ultima fase fu realizzata da PCL Construction, con data di completamento prevista per il 2020.
Nel 2008 il CAMH annunciò il completamento di quattro nuovi edifici (relativi alla prima fase del progetto) per ospitare i programmi relativi alle dipendenze e al disturbo dell'umore e dell'ansia.
Il Campbell Family Mental Health Research Institute fu istituito grazie a una donazione di 30 milioni di dollari nel 2011 da Linda Campbell, Gaye Farncombe e Susan Grange, tutte nipoti del magnate canadese Roy Thomson e nipoti di Ken Thomson. Catherine Zahn, amministratore delegato del CAMH, affermò che la ricerca sul cervello era la via più promettente per il progresso nella ricerca sulle malattie mentali. Nel 2011 la Bell donò 10 milioni di dollari al CAMH, realizzando la più grande donazione da parte di un'azienda in Canada per le malattie mentali.
Nel 2012 il CAMH pubblicò la notizia del completamento di tre nuovi edifici (che costituiscono la Fase 1B del progetto): l'edificio Bell Gateway per l'amministrazione centrale, un edificio per i servizi e il parcheggio e il Centro di benessere intergenerazionale che comprende 12 nuovi posti letto per giovani di età compresa tra i 14 e i 18 anni.
Margaret McCain, ex vicegovernatore del New Brunswick e vedova di Wallace McCain, cofondatore della McCain Foods, nel 2012 donò 10 milioni di dollari al CAMH per istituire il Centro per la salute mentale di bambini, giovani e famiglie, intitolato in onore di lei e del marito. Nel 2013, la famiglia Slaight elargì 50 milioni di dollari a varie istituzioni sanitarie, di cui 10 milioni al CAMH. La donazione permise l'apertura di un centro dedicato all'identificazione e al trattamento dei primi segni di malattia mentale nei giovani.
Nel 2014 il filantropo e dirigente d'azienda Andrew Fass donò 1.000.000 di dollari al CAMH perché si creasse un programma di benessere per il personale. Nel 2016 Fass ritirò la sua donazione, affermando che il CAMH non era in grado di dimostrare come stava spendendo il denaro. La sovvenzione doveva essere utilizzata per il programma "Well@Work" del CAMH, un'iniziativa per fornire ai luoghi di lavoro canadesi una formazione per identificare i rischi di malattie mentali e strategie per sostenere i dipendenti bisognosi.
Nel 2014 il CAMH aprì il pronto soccorso, finanziato da una donazione privata di 2,5 milioni di dollari e da una sovvenzione di 4,2 milioni di dollari del Ministero della salute e dell'assistenza a lungo termine dell'Ontario.
Nel 2016 il CAMH costruì una capanna sudatoria per i pazienti di origine aborigena al fine di promuovere la guarigione spirituale, fisica ed emotiva. Sempre nel 2016, il CAMH diede vita a vari ambulatori per giovani.
Nel 2020 furono inaugurati il McCain Complex Care & Recovery Building, un edificio di otto piani con 110 posti letto per pazienti; il Crisis & Critical Care Building, un edificio di cinque piani con 125 posti letto per pazienti; il pronto soccorso psichiatrico, aperto 24 ore su 24.

## Ricerca
Il CAMH dichiarò di essere la più grande struttura di ricerca nel Canada per la salute mentale e le dipendenze, con oltre 100 scienziati e più di 150 ricercatori in formazione. Nell'anno fiscale 2014-2015, il CAMH ha ricevuto 44.384.230 dollari di finanziamenti per la ricerca e ha pubblicato più di 500 articoli di ricerca.

## Amministrazione
Nel 1998 Paul E. Garfinkel, psichiatra e presidente del Clarke Institute, fu nominato primo presidente e amministratore delegato del CAMH. Nel 2009 gli succedette la neurologa Catherine Zahn.
Alla fondazione del CAMH, Peter Catford fu nominato vicepresidente per i Sistemi Informativi. Nel 2002 Catford esternalizzò le attività informatiche dell'ospedale pubblico a H.I. Next, una società privata fondata da Catford e di cui egli era comproprietario. Quando il Toronto Star rivelò il conflitto di interessi riguardo alla spesa di denaro pubblico, l'ospedale omise di dire quanto avesse pagato Catford o la sua società; il CAMH non indicò alcun dettaglio del suo contratto con H.I. Next o quali altre aziende avessero fatto offerte per l'appalto. Catford si limitò a commentare:
Nelle interviste con il Toronto Star, Dev Chopra, vicepresidente esecutivo del CAMH, affermò che non c'era nulla di inappropriato nel ruolo di Catford:
In seguito, Chopra disse che c'erano alcune aspetti relativi ad un possibile conflitto di interessi, sottolineando che l'ospedale avrebbe potuto riesaminare la questione quel giorno. Catford lasciò la sua posizione al CAMH due giorni dopo; il Toronto Star specificò di aver saputo dai funzionari dell'ospedale che i cambiamenti erano stati presi in considerazione mesi primaché il periodico pubblicasse i suoi articoli sull'intera vicenda.

## Critiche
L'amministrazione del CAMH è stata oggetto di critiche, anche da parte del personale interno che ha segnalato problemi di sicurezza, nonché da parte di alcuni donatori che hanno ritirato i loro finanziamenti.

### Il caso di David Healy
Poco dopo la fondazione del CAMH, l'amministrazione fu coinvolta in uno scandalo che interessò anche la Eli Lilly and Company. Quest'ultima aveva donato 1,5 milioni di dollari al CAMH, e David Healy, un importante critico del Prozac, l'antidepressivo prodotto dalla Eli Lilly, era stato assunto come responsabile del programma del CAMH per l'umore e l'ansia. Successivamente, l'ospedale ritirò l'offerta di lavoro, dopo aver sentito delle opinioni di Healy sul farmaco.
Il CAMH cercò di assumere Healy con ogni mezzo al punto che il primario David Goldbloom gli offrì di nuovo la stessa posizione. Healy accettò e, poco dopo, tenne una conferenza in cui ribadì le sue opinioni sul Prozac e sull'aumento della probabilità di suicidio. Pochi giorni dopo, Goldbloom ritirò l'offerta di lavoro, dicendo:
La decisione provocò un "tumulto" tra gli accademici canadesi: l'Associazione canadese degli insegnanti universitari che definì le azioni del CAMH come "un affronto alla libertà accademica in Canada". Scienziati di 13 paesi, tra cui i premi Nobel Julius Axelrod e Arvid Carlsson, protestarono contro le decisioni del CAMH, così come la Società per la libertà accademica e la ricerca (SAFS).
Healy citò in giudizio il CAMH e l'Università di Toronto, accusandoli di violazione del contratto, diffamazione e negazione della libertà accademica. La causa chiedeva un risarcimento danni di 9,4 milioni di dollari, di cui 2,6 milioni al CEO del CAMH Paul Garfinkel e 1,4 milioni al decano della Facoltà di Medicina dell'Università di Toronto. L'università prese le distanze dal CAMH allorché Robert Birgeneau, presidente dell'Università di Toronto, dichiarò:

### Clinica sull'identità di genere degli adolescenti
Nel 1975 la psichiatra Susan Bradley fondò una clinica presso il CAMH per assistere i bambini affetti da disforia di genere. Bradley collaborò per molti anni con lo psicologo Kenneth Zucker col quale creò la più grande clinica canadese dedicata al tema dell'identità di genere, clinica che era anche un centro internazionale di ricerca. I fondatori asserirono che dai loro studi risultava che l'80% dei bambini trattati aveva superato i propri problemi comportamentali. Usarono approcci differenziati con i bambini rispetto agli adolescenti perché ritenevano che i bambini fossero più propensi a identificarsi con il loro sesso di nascita.
Per quanto riguarda gli adolescenti, secondo la stampa, Zucker era pronto a supportare "un adolescente o un adulto che volesse effettuare la transizione utilizzando ormoni e interventi chirurgici. Per quanto riguarda i bambini, tuttavia, Zucker asserì: 
genere che corrisponde al suo sesso di nascita.»
Disse anche che il suo team adottava una varietà di tecniche per aiutare i bambini "a pensare in modo più flessibile" al proprio genere. Secondo un articolo apparso nel 2006 sul The New York Times, Zucker praticava questo trattamento "incoraggiando amicizie omosessuali e attività come giochi da tavolo che vanno oltre i rigidi ruoli di genere".
Zucker disse che a un bambino avrebbe potuto essere chiesto di fare un elenco dei pro e dei contro dell'essere di sesso diverso, in modo che il paziente si rendesse conto che "ci sono cose sia buone che non così buone nell'essere un ragazzo e nell'essere una ragazza".
L'approccio di Zucker fu ritenuto controverso e da alcuni considerato una terapia di conversione. Nel gennaio 2015, i membri di Rainbow Health Ontario, un'organizzazione provinciale per la promozione della salute e l'orientamento, hanno contattato il CAMH esprimendo le loro preoccupazioni in merito alla clinica di Zucker.
L'associazione Rainbow Health Ontario presentò una revisione della letteratura scientifica e delle pratiche cliniche per i giovani transgender, esprimendo la sua preoccupazione per il fatto che la clinica per l'identità di genere non stesse seguendo le pratiche comunemente accettate. Altri collegarono online le pratiche della Gender Identity Clinic al suicidio di giovani transgender causato dalla terapia di conversione, e fecero riferimento al caso di alto profilo di Leelah Alcorn, un'adolescente transgender dell'Ohio. Nel febbraio 2015, il CAMH ordinò un riesame indipendente della sua Gender Identity Clinic per bambini e adolescenti.
Nel marzo 2015, il Parlamento provinciale dell'Ontario promulgò l'Affirming Sexual Orientation and Gender Identity Act, che mirava a vietare la terapia di conversione. Nel giugno 2015, la legge fu approvata all'unanimità dal parlamento provinciale. La norma rese illegale la terapia di conversione LGBT per i minori e la rimosse dalla copertura dell'assicurazione sanitaria pubblica per gli adulti. Dopo l'approvazione del disegno di legge, il CAMH dichiarò di accogliere con favore il sostegno unanime al disegno di legge.
La revisione esterna rilevò numerosi punti di forza della clinica, ma la descrisse anche come un'entità isolata con un approccio dissimile da quello di altre cliniche e come non allineata con le migliori pratiche attuali, inclusa la WPATH SOC Version 7. Inoltre, sollevò delle riserve riguardo a medici che ponevano domande inappropriate per l'età dei pazienti. Dopo la revisione, il CAMH chiuse la clinica e licenziò Zucker. Kwame McKenzie, direttore medico dei servizi per l'infanzia, la gioventù e la famiglia del CAMH, esclamò:
Il CAMH annunciò un processo di consultazione con i leader della comunità per esaminare il modo migliore per offrire assistenza.
Nel 2018 il CAMH pagò a Zucker 586.000 dollari e rilasciò delle scuse pubbliche come parte di un accordo.

### Ufficio legale
L'ufficio legale del CAMH e la sua dirigenza furono oggetto di critiche da parte dei giudici dell'Ontario e dell'opinione pubblica per questioni inerenti alla sicurezza pubblica, la violazione dei diritti civili dei pazienti e il respingimento di alcuni di essi che erano stati inviati al CAMH dai giudici.

Graham Glancy, psichiatra forense presso il Maplehurst Correctional Complex, accusò il CAMH di concentrarsi troppo sui pazienti e sulle cure per migliorare la propria reputazione internazionale, e di fare tutto ciò a scapito dei pazienti forensi meno attrattivi. Aggiunse: 
Anche Chris Hynes, avvocato difensore della municipalità di Toronto, ascrisse i problemi alla dirigenza del CAMH, affermando:

#### Fughe di pazienti psichiatrici
Un problema ricorrente fu il numero di ricoverati violenti o pericolosi che erano fuggiti dai reparti psichiatrici forensi del CAMH. Dopo aver presentato alla polizia una richiesta di accesso alle informazioni, il Toronto Star riportò che il CAMH registrava quasi lo stesso numero di fughe di tutti gli altri ospedali di Toronto messi insieme (rispettivamente 2.060 e 2.371 nel periodo dal 2004 al 2014).
Uno degli incidenti più ampiamente riportati fu quello di Thomas Brailsford, che era stato ricoverato al CAMH dopo aver decapitato sua madre ed essere stato ritenuto un "pericolo per sé stesso e per gli altri". Brailsford riuscì a fuggire via da un taxi mentre si stava recando a un appuntamento medico. Fu la sua seconda fuga in un anno.
In un'intervista con il giornalista del Toronto Star Jerry Agar, il capo della psichiatria forense del CAMH, Sandy Simpson, ebbe a dire:
Kate Richards, addetta stampa del CAMH, successivamente precisò:
Agar scrisse di essere stato "desideroso di riavere Simpson nel programma radiofonico per discutere delle misure messe in atto", ma di non aver ricevuto alcuna risposta. Cinque mesi dopo, il CAMH disse ad Agar che "il dottor Simpson non è disponibile per un'intervista di follow-up".
Nel 2019 il governo dell'Ontario ordinò una revisione dei permessi e dei privilegi dei pazienti del CAMH, a seguito di una serie di fughe di pazienti dalle unità di psichiatria forense protette. In un caso, un paziente non responsabile penalmente (NCR), che era fuggito dall'ospedale, riuscì a lasciare il Paese in aereo.

### Sicurezza sul posto di lavoro
Nel 2007, in seguito a una serie di aggressioni ai danni del personale da parte dei pazienti, il Ministero del Lavoro dell'Ontario chiese al CAMH di sviluppare un programma sulla violenza sul posto di lavoro e una politica in materia. Nel 2008, il Ministero del Lavoro avanzò contro il CAMH nove accuse in merito sicurezza sul posto di lavoro, su istanza del personale aggredito dai pazienti. Nel 2009 il CAMH fu multato per 70.000 dollari relativamente a due aggressioni ai danni del personale infermieristico da parte di pazienti, aggressioni compiute nel 2007 e nel 2008. Nel 2014 il Ministero del Lavoro dell'Ontario accusò il CAMH di non aver protetto i lavoratori, a seguito di un'aggressione avvenuta all'inizio di quell'anno.
Nel 2014 il Ministero del Lavoro dell'Ontario mosse ulteriori accuse contro il CAMH per non aver attuato procedure di protezione del personale dalla violenza sul posto di lavoro, in seguito a un altro attacco avvenuto nello stesso anno. L'atto di accusa chiese al tribunale di inviare "un segnale chiaro" di avvertimento circa il fatto che la situazione del CAMH era inaccettabile. Il CAMH fu dichiarato colpevole e multato nuovamente. Il capo del personale infermieristico del CAMH, Rani Srivastava, disse che il CAMH aveva accettato la decisione del tribunale, aggiungendo che la violenza aveva avuto un "impatto devastante" su tutta la comunità ospedaliera.
Tre mesi dopo, un'altra infermiera fu presa a pugni, a calci in faccia e trascinata da un paziente in un ripostiglio chiuso a chiave dove era stata ripetutamente presa a calci in testa dal paziente, riportando fratture e danni ai nervi. Vicki McKenna dell'Ontario Nurses' Association riferì che il CAMH non aveva partecipato ai comitati governativi per migliorare la sicurezza sul lavoro e chiese che i dirigenti del CAMH fossero ritenuti personalmente responsabili delle continue violenze sul luogo di lavoro. Rani Srivastava replicò che l'incidente era stato "del tutto inaspettato", che il CAMH era "rattristato" e "scioccato" dall'accaduto e che "ogni incidente è di troppo".

### Segnalazioni di errori medici
Simpson è stato anche criticato dall'Ontario Review Board per aver isolato un paziente per due mesi senza informare il consiglio, come richiesto dalle procedure interne. Simpson ha sostenuto che il regolamento "non era chiaro" circa il fatto che il CAMH avesse il dovere di riferire ciò che stava facendo. Il consiglio non era d'accordo e si è pronunciato contro il CAMH.

## Dichiarazioni di politica pubblica
Il CAMH rilascia dichiarazioni sulle normative locali e provinciali in materia di dipendenza. La politica del CAMH si oppone alla privatizzazione della vendita di alcolici, citando prove che l'aumento della disponibilità aumenta i danni legati all'alcol e i costi associati. Il CAMH ha sostenuto che il Liquor Control Board of Ontario dovrebbe mantenere il suo monopolio sulla vendita di alcolici.
Ha definito "motivo di preoccupazione" il "piano per consentire la vendita di vini VQA nei mercati degli agricoltori in tutta la provincia", perché ciò aumenterebbe l'accesso all'alcol. Analogamente, insieme ad altre organizzazioni sanitarie, il CAMH ha chiesto una strategia provinciale sull'alcol, in anticipo rispetto al piano dell'Ontario di consentire la vendita di birra nei negozi di alimentari.
In un documento programmatico del 2014, il CAMH ha espresso il proprio sostegno alla legalizzazione della marijuana a patto di adottare rigide norme di controllo. Secondo Catherine Zahn:
Il CAMH si è opposto all'ampliamento dell'Ippodromo di Woodbine di Toronto. In una dichiarazione politica, il CAMH ha affermato che una maggiore disponibilità del gioco d'azzardo comporta maggiori danni e ha previsto che gran parte dell'eventuale aumento delle entrate dell'ippodromo proverrebbe da persone con problemi di gioco.